# Амитаб Бачан
Амитаб Бачан (на хинди: अमिताभ बच्चन) е индийски актьор. Считан е за един от най-влиятелните актьори в историята на индийското кино. Популярността му на индийската филмова сцена е толкова голяма през 70-те и 80-те години на XX век, че френският режисьор Франсоа Трюфо го нарича „човекът индустрия“. През кариерата си спечелва огромен брой филмови награди.

## Биография
Той е роден на 11 октомври 1942 година в Аллахабад в семейството на поета Хариванш Рай Бачан. Започва да работи в киното в края на 60-те години на XX век, а през 70-те се превръща в една от звездите на Боливуд.
През 1973 г. се жени за актрисата Джая. През 1974 г. се ражда дъщеря му Швета, а през 1976 г. – синът му Абхишек, също актьор. Амитаб има три внучета.
През 1982 г., по време на снимките на Coolie Бачан получава руптура на далака си при изпълнението на екшън сцена. В резултат на това той прекарва няколко седмици в кома. Този инцидент довежда до промени по сценария на филма.
През 2003 г. Амитаб става почетен гражданин на град Довил.

## Избрана филмография
- „Продължителен пресмятане“ (1973) – Виджай Хана
- „Стена“ (1975) – Виджай Верма
- „Отмъщение и закона“ (1975) – Джай
- „Лидерът на бандата“ (1978) – Дон
- „Портър“ (1983) – Икбал Хан
- „Любовниците“ (2000) – Нараян Шанкар
- „Понякога щастие, понякога тъга“ (2001) – Яшвард „Яш“ Райчанд
- „Виж какво става сега“ (2004) – Дядо на Дия
- „Еклавия: Кралската гвардия“ (2006) – Еклавия
- „Великият Гетбси“ (2013) – Мейър Волфшием
- „Розов“ (Pink) – Дипак Сехгъл